# Arjyapalli
Arjyapalli es una ciudad censal situada en el distrito de Ganjam en el estado de Odisha (India). Su población es de 8001 habitantes (2011). Se encuentra a  20 km de Brahmapur y a 149 km de Bhubaneswar.

## Demografía
Según el censo de 2011 la población de Arjyapalli era de 8001 habitantes, de los cuales 3997 eran hombres y 4004  eran mujeres. Arjyapalli tiene una tasa media de alfabetización del 40,30%, inferior a la media estatal del 72,87%: la alfabetización masculina es del 50,07%, y la alfabetización femenina del 30,70%.